# Medina nigrocostalis
Medina nigrocostalis là một loài ruồi trong họ Tachinidae.